# 그레이엄 서덜랜드

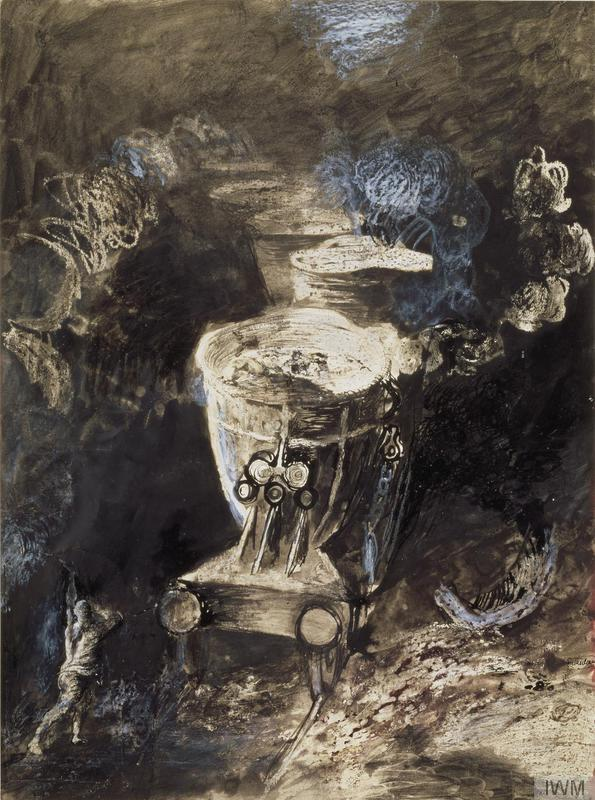
Slag-ladles (1943)

그레이엄 서덜랜드(Graham Vivian Sutherland, 1903년 8월 24일 ~ 1980년 2월 17일)는 잉글랜드의 화가, 판화가이다.
런던 출신이며 그는 처음 에칭으로 명성을 얻어 주로 풍경과 여러 삽화를 환상적인 표현으로 그렸다.
그의 화풍은 윌리엄 블레이크 일파의 영향을 찾을 수 있다. 이어서 그는 쉬르레알리슴의 영향을 받아 1930년대부터 전쟁 중에 걸쳐 구아슈 및 수채로써 대단히 특이한 풍경화의 연작(連作)을 만들었다. 그것을 구태여 예증(例證)한다면 칸딘스키의 1910년대의 콤퍼지션에 유사한 것인데, 서덜랜드 자신은 그것을 '패러프레이즈의 수법'이라 불렀다. 당시 그는 '나는 마음에서 느끼는 것을 눈으로 보는 것으로 패러프레이즈하여 표현할 수 있다고 생각한다'라고 말하였다.
제2차 세계대전 말기 그는 더욱더 새로운 수법을 개척하였다. 그것은 사람의 마음을 찌르는 강렬한 색채와 예각적(銳角的)인 포름에 의한 표현이며, 1945년 그는 이 새로운 수법을 구사하여 노잔프톤의 성(聖) 마다이 교회의 <그리스도 책형도>를 그렸다. 이것이 때때로 독일 16세기 화가인 그뤼네발트의 <이젠하임 제단화(祭壇畵)>에 비견할 만하다는 평을 받는 그의 대표작이다. 전후에 그는 정기적으로 지중해에 여행하였고 그 곳에서 그는 환상의 원천이 되는 갖가지 대상을 발견하였다. 이국적인 식민지와 토속(土俗), 이들의 대상을 그는 독특하게 패러프레이즈하여 기호화(記號化)해 버린다. 그는 영국의 대표적인 시인 워즈워스와 홉킨스, 그리고 하디와 같은 내면의 눈을 가진 예술가인 동시에 1930년대에 환상적인 풍경화와 전쟁화를 그린 그 나라의 화가 폴 내시(1889∼1946)와 더불어 새로운 실재 파악의 길을 개척한 화가로서 그들의 영향은 크다. 또한 서덜랜드에게는 초상화의 작품도 많아서 <서머싯 몸상(像)>과 <윈스턴 처칠상>도 유명하다.